# Walter Felber

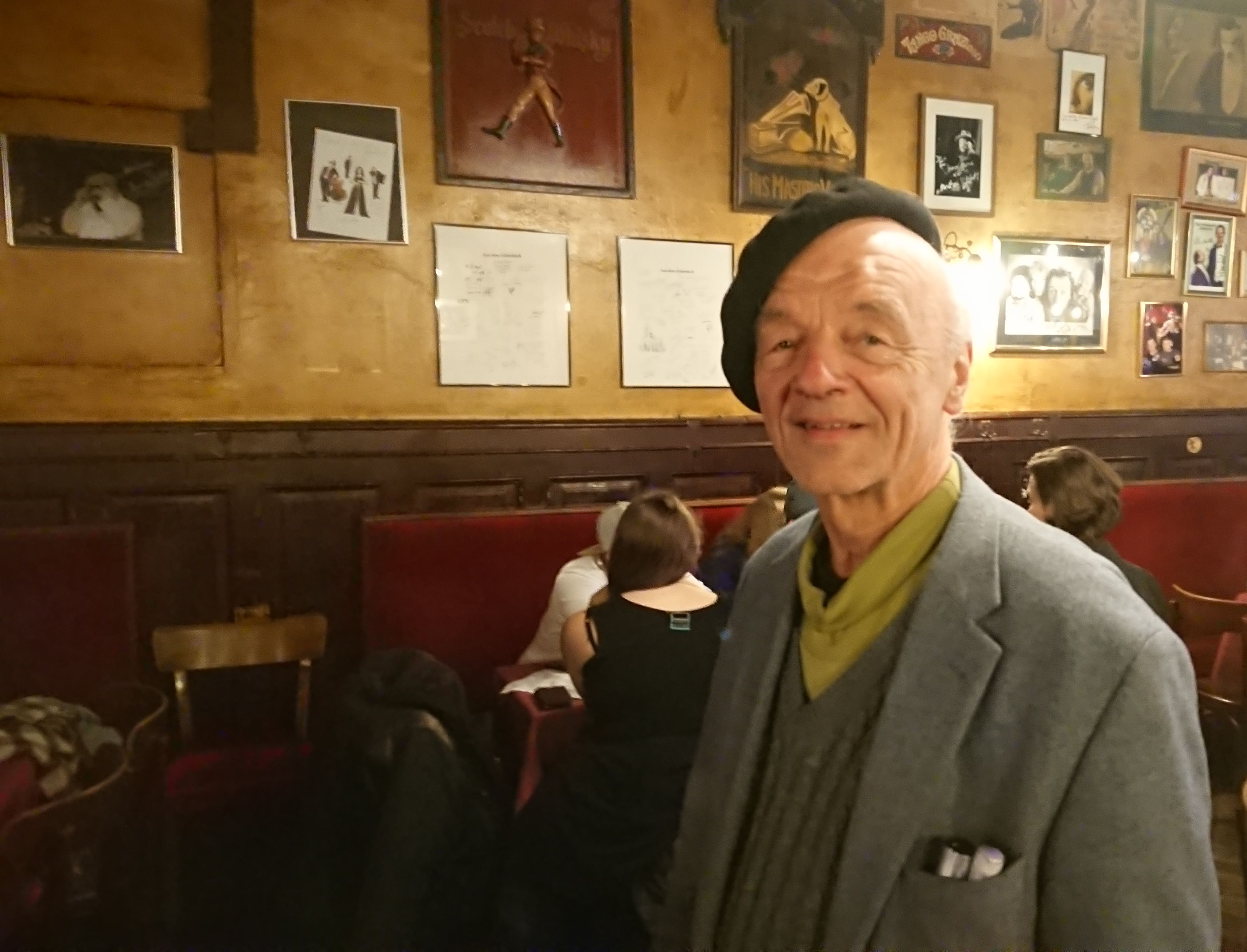
Walter
Felber im Theatercafé, Graz, Mandellstraße 11 (2023)

Walter Felber (* 5. Dezember 1945 in Wien) ist ein österreichischer Kaffeehaus- und  Stadtzeichner.

## Leben
Walter Felber  wurde am 5. Dezember 1945 in Wien geboren. Nach seiner Ausbildung an der Universität und der Technischen Hochschule in Wien (wo er auch Basketball spielte, mitunter mit Beatrix Neundlinger) und einem kürzeren Aufenthalt 1974 in Süddeutschland wird Graz ab 1975 zu seinem Hauptwohnort. Felber war später in verschiedenen Berufen in Graz, Innsbruck und in Wien tätig. Mit der Dissertation „Monographie der industriellen Großstadt Brünn“ an der Universität Wien erlangte er die Doktorwürde und schließt kurz später das Diplom des zweiten Studiums Raumplanung an der Technischen Universität (TU) Wien in Denkmalpflege ab.
Walter Felber unterrichtete an der TU Graz am Institut für Städtebau „Umwelttechnik im Städtebau“ und am Institut für Experimentelle Architektur an der Universität Innsbruck, ist Steinrestaurator, sieht aber seinen wichtigsten Aufgabenbereich als Umwelttechniker.
Seit einigen Jahren lebt Felber als emsiger Zeichner von Personen in Cafehäusern und bei Veranstaltungen. Im Restaurant Krebsenkeller in Graz, Sackstraße sammelten sich im (Felber-)Stüberl weit über hundert seiner Zeichnungen in Kohle oder Rötel auf Papier an den Wänden an. Im Zuge einer Neuübernahme des Lokals verschwanden diese um 2015.
Ebenfalls um 2015 malte er eine Reihe von Kunststoffabfallballen, jeweils mehr als einen Quadratmeter groß, für den neuen Verwaltungssitz Ecoport des Entsorgungsunternehmens Saubermacher in Feldkirchen bei Graz.

## Werk
Der Zeichner Felber fühlt sich der Wiedererkennbarkeit und dem Realismus verpflichtet. Allerdings verleihen Datum und Bemerkungen bis an den Rand von Bildgeschichten authentischen persönlichen Eindruck und eröffnen für den Betrachter Hintergrunderkennen und Charakter bis in die Nähe der Karikatur. Schnellzeichnungen nähern sich in Minutengeschwindigkeit und eröffnen wie bei Toulouse Lautrec oft verblüffende Sicht. 
Einmal im Jahr betätigt er sich auf Einladung eine Woche als Stadtzeichner in einer europäischen Stadt- oder Landgemeinde (so 2005 im französischen Poitiers). Man engagiert ihn bei Festen, Feiern und Tagungen als Zeichner oder sieht ihn im Zug, bei Klassentreffen, in Gaststätten am Nebentisch von Stammtischen und bei anderen Anlässen Malkreiden, Kohle, Kreide oder Farbe in die Hand nehmen.
Witterungs- und milieubedingt wird das Kaffeehaus zu Felbers Sonderthema – er ist nach dem Tod Georg Eislers Österreichs letzter (lebender) Kaffeehauszeichner („The last action painter“, lt. Kulturmagazin „Graz derzeit“), – so schafft er Momentaufnahmen, porträtiert oft in wenigen Minuten. Walter Felber selbst: „Der Reiz liegt im Augenblick“.

## Ausstellungen
Walter Felbers Bilder wurden bereits in mehreren – jeweils zeitlich befristeten – Ausstellungen gezeigt. Häufig sind seine Werke aber als Raum gestaltende Objekte in allgemein zugänglichen Räumlichkeiten, wie in Gaststätten, im Kaffeehaus etc. einem stetig wachsenden Interessentenkreis auf Dauer präsent. Man findet sie in Graz im Café Sorger (Jakominiplatz 21), im Felberstüberl im Gasthaus Mohrenwirt (Mariahilferstr. 16), im legendären Theatercafé (Mandellstraße 11) sowie in Wien im Wirtshaus „beim Czaak“ (Postgasse 15). Seit 13 Jahren gibt es den jährlich Ende Oktober publizierten Kunstkalender „Menschen und Landschaften“ mit einer limitierten, handsignierten Auflage von 111 Stück.